# Jessup (Pennsylvania)
Jessup è un comune degli Stati Uniti d'America, nella contea di Lackawanna nello Stato della Pennsylvania. Si trova a 13 km da Scranton e 120 miglia a nord ovest da New York.
La presenza nella zona di ricche miniere di carbone ha permesso la nascita e la colonizzazione della città verso la seconda metà del 1800. 
La rivoluzione industriale, come pure le due guerre mondiali, hanno incentivato il consumo di carbone. Pertanto Jessup esportò enormi quantitativi di antracite di alta qualità.
Il grande sviluppo dell'attività mineraria verso il 1890 suscitò una notevole ondata emigratoria proveniente, soprattutto, dall'Europa dell'Est. A questa seguì verso la fine dell'800 e i primi del 900 una grande emigrazione anche dall'Italia. In tanti arrivarono da Gubbio, Gualdo Tadino, Scheggia, Sassoferrato.
Nel 1911 i tanti emigranti eugubini presenti a Jessup, sicuramente per vincere la grande nostalgia della patria lontana e per dimostrare il grande amore per Gubbio, improvvisarono una Festa dei Ceri.
La manifestazione fu ripetuta tutti gli anni fino al 1952. 
Poi ci furono problemi, dovuti al coinvolgimento degli USA nella guerra di Corea, la tradizione fu interrotta, ma ripresa nel 1976. 
Ancora una nuova interruzione negli anni novanta: la festa fu fatta solo nel 1991 e '92, ma ora la tradizione è ripresa.